# 엡실론선
엡실론선(epsilon ray, -線)은 J.J. 톰슨에 의해 명명된 용어로, 델타선과 같은 2차 복사선에 의해 발생한 3차 복사선을 일컫는다. 입자 복사의 한 형태이며, 전자로 구성되어 있다. 현대에는 거의 사용되지 않는 용어이다.

## 같이 보기
- 알파선
- 베타선
- 감마선
- 델타선